# ماد لوئیس
ماد لوئیس (۷ مارس ۱۹۰۳ – ۳۰ ژوئیه ۱۹۷۰) یک هنرمند مردمی کانادایی از نوا اسکوشیا بود.

## نقاشی

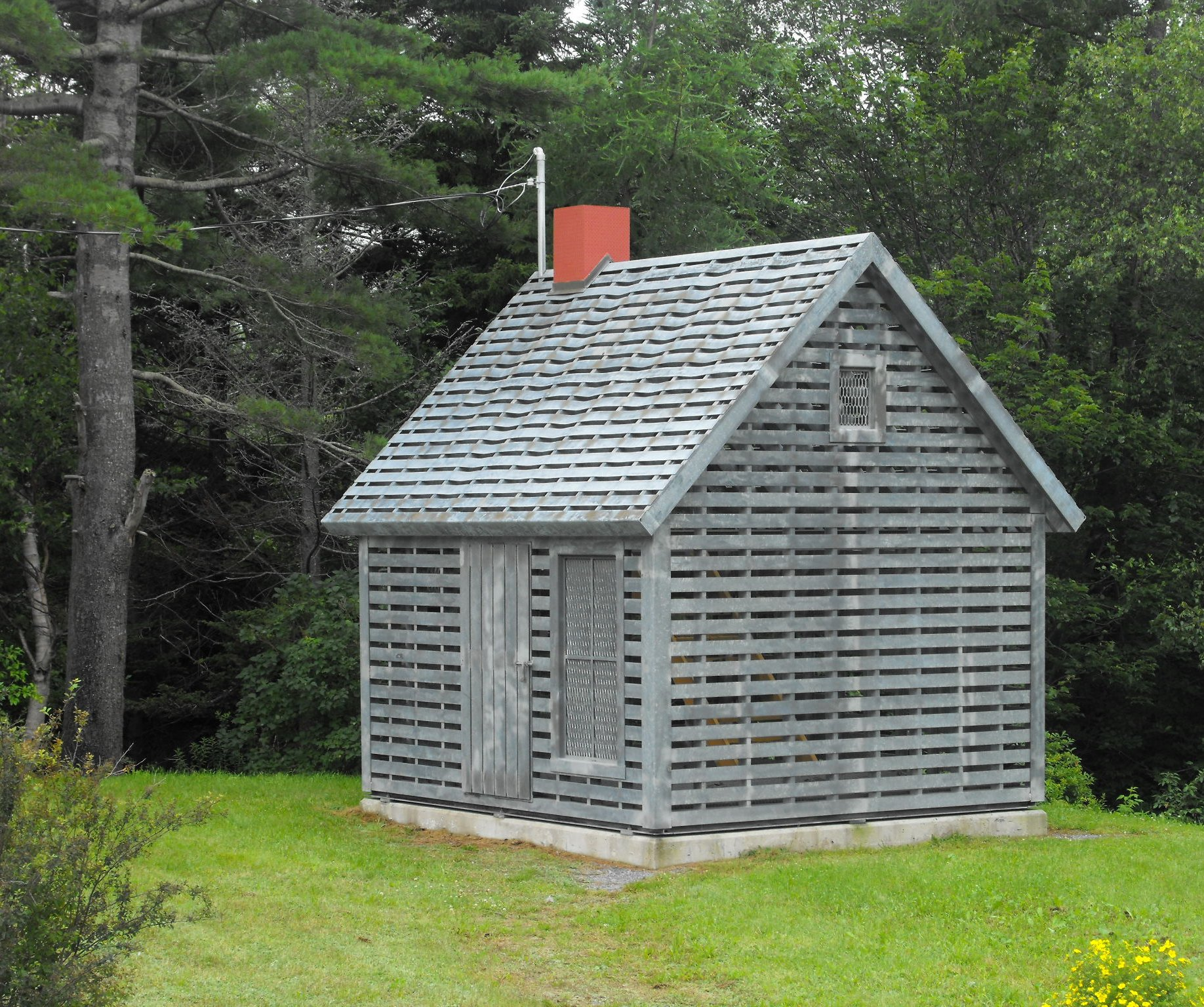
یادبود ماد لوئیس در مرشللتون

ماد لوئیس در نقاشی‌های خود از رنگ‌های روشن استفاده می‌کرد. موضوع اغلب نقاشی‌های او اغلب گل، گاو تیم، اسب و پرندگان و گوزن یا گربه بودند. بسیاری از نقاشی‌های او در فضای باز بودند مانند قایق‌های جزیره کیپ که در آب غوطه ور می‌شوند، آب، اسب، کشیدن سورتمه، اسکیت بازان، پرتره از، سگ، گربه، گوزن و پرندگان و گاو است.

## بعد از مرگ و زندگی
در آخرین سال زندگی او، ماد لوئیس در یک گوشه خانه اش باقی ماند، نقاشی که اغلب اوقات هنگام سفر به بیمارستان منتقل می‌شد. او در ۳۰ ژوئیه ۱۹۷۰ در دیگبی، نوا اسکوشیا، بخاطر بیماری سینه پهلودرگذشت. در سال ۱۹۷۹ همسر او اورت هنگامی که یک سارق قصد دزدیدن یکی از تابلوهای ماد را داشت، کشته شد.

## مطالعه بیشتر و دیگر رسانه‌ها
ماد لوئیس موضوع کتابی است که توسط لنس وولاور زندگی نورانی ماد لوئیس و سه فیلم مستند در هیئت ملی فیلم کانادا به نام ماد لوئیس - جهان بدون سایه (۱۹۷۶)، زندگی نورانی ماد لوئیس (۱۹۹۸) و من می‌توانم هنر … مانند ماد لوئیس (۲۰۰۵)، یک فیلم کوتاه است که در آن یک گروه از دانش آموزان کلاس ۶ با الهام از کارهای ماد لوئیس نقاشی می‌کشند.
در سال ۲۰۰۹، گالری هنر نوا اسکوشیا در مورد ماد لوئیس تئاتری رو در سالن اگنس توسط گرگ تامپسون تهیه‌کننده اجرا کرد. یک قلب مبارک: داستان ماد لوئیس، نویسنده و تهیه‌کننده گرگ تامپسون، همان نویسنده و تهیه‌کننده مرلین: برای همیشه، که در گالری هنر نوا اسکوشیا در ژانویه ۲۰۰۸ اجرا کرد. تامپسون نوشت: یک زن در نوا اسکوشیا در سال ۲۰۰۸ بازی می‌کند؛ کار به بررسی زندگی و هنر مد لوئیس. این نمایش تا اکتبر ۲۵، ۲۰۰۹ ادامه دارد.
شری وایت یک فیلمنامه در مورد یک اسکریپت در مورد ماد لوئیس به نام مدی ۲۰۱۶ نوشت و در همین سال فیلمی با نام مائودی به کارگردانی ایسلینگ والش از زندگی او ساخته شد.